# Demonax strangaliomimus
Demonax strangaliomimus là một loài bọ cánh cứng trong họ Cerambycidae.